# Keith Palmer
Keith L. Palmer (* um 1940) ist ein jamaikanischer Badmintonspieler. 

## Karriere
Keith Palmer gewann 1961 seine ersten beiden nationalen Titel in Jamaika. 20 weitere Titel folgten bis 1977. 1966 und 1970 startete er bei den Commonwealth Games.

## Sportliche Erfolge
| Saison | Veranstaltung               | Disziplin    | Platz | Name                                 |
| ------ | --------------------------- | ------------ | ----- | ------------------------------------ |
| 1961   | Jamaikanische Meisterschaft | Herrendoppel | 1     | Keith Palmer / Nigel Casserley       |
| 1961   | Jamaikanische Meisterschaft | Mixed        | 1     | Keith Palmer / Alice Rumsey          |
| 1962   | Jamaikanische Meisterschaft | Herrendoppel | 1     | Keith Palmer / Nigel Casserley       |
| 1963   | Jamaikanische Meisterschaft | Herreneinzel | 1     | Keith Palmer                         |
| 1965   | Jamaikanische Meisterschaft | Herreneinzel | 1     | Keith Palmer                         |
| 1965   | Jamaikanische Meisterschaft | Mixed        | 1     | Keith Palmer / Barbara Tai Tenn Quee |
| 1967   | Jamaikanische Meisterschaft | Herrendoppel | 1     | Keith Palmer / Douglas Bennett       |
| 1967   | Jamaikanische Meisterschaft | Mixed        | 1     | Keith Palmer / Barbara Tai Tenn Quee |
| 1968   | Jamaikanische Meisterschaft | Herreneinzel | 1     | Keith Palmer                         |
| 1969   | Jamaikanische Meisterschaft | Herreneinzel | 1     | Keith Palmer                         |
| 1969   | Jamaikanische Meisterschaft | Herrendoppel | 1     | Keith Palmer / Geoffrey Haddad       |
| 1969   | Jamaikanische Meisterschaft | Mixed        | 1     | Keith Palmer / Pauline Laman         |
| 1970   | Jamaikanische Meisterschaft | Herrendoppel | 1     | Keith Palmer / Geoff Atkinson        |
| 1970   | Jamaikanische Meisterschaft | Herreneinzel | 1     | Keith Palmer                         |
| 1970   | Jamaikanische Meisterschaft | Mixed        | 1     | Keith Palmer / Chris Bennett         |
| 1971   | Jamaikanische Meisterschaft | Herreneinzel | 1     | Keith Palmer                         |
| 1972   | Jamaikanische Meisterschaft | Mixed        | 1     | Keith Palmer / Chris Bennett         |
| 1972   | Jamaikanische Meisterschaft | Herrendoppel | 1     | Keith Palmer / Richard Wong          |
| 1972   | Jamaikanische Meisterschaft | Herreneinzel | 1     | Keith Palmer                         |
| 1973   | Jamaikanische Meisterschaft | Herreneinzel | 1     | Keith Palmer                         |

## Referenzen
- Annual Handbook of the International Badminton Federation, London, 29. Auflage 1971, S. 217–219

| Personendaten    | Personendaten                   |
| ---------------- | ------------------------------- |
| NAME             | Palmer, Keith                   |
| ALTERNATIVNAMEN  | Palmer, Keith L.                |
| KURZBESCHREIBUNG | jamaikanischer Badmintonspieler |
| GEBURTSDATUM     | um 1940                         |